# Б
Б, б (транскр. в русском современном алфавите: бэ) — вторая буква всех славянских и большинства прочих кириллических алфавитов, третья — в греческом варианте арнаутского диалекта албанского языка (Б b). В старо- и церковнославянской азбуке носит название «букы» (ст.-сл.) или «буки» (ц.-сл.), то есть «буква». В кириллице выглядит как  и числового значения не имеет, в глаголице — как  и имеет числовое значение 2. Кириллическая форма происходит от одного из начертаний греческой беты (β), происхождение же глаголической окончательно не выяснено.
В западносербской кириллической письменности (так называемой босанчице) буква «Б» часто изображалась повёрнутой на четверть оборота по часовой стрелке. Современное рукописное начертание заглавной «Б» у русских и у сербов различно: первые пишут нечто h-образное под тильдой, а вторые под той же тильдой рисуют линию вроде цифры 6. Также используется написание в виде греческой дельты (δ).
Используется для записи звонких губно-губных взрывных согласных звуков — твёрдого [б] и мягкого [б']; в русском языке на конце слов и перед глухими согласными оглушается, то есть произносится как глухие [п] или [п']: «лоб» — [лоп], «дробь» — [дроп'], «трубка» — [трупка].
В ранних вариантах орфографии для языков коса и зулу литера Б использовалась как заглавное соответствие буквы ɓ, обозначающей имплозивный согласный [ɓ]. Сейчас такое употребление устарело, вместо Б и ɓ используются B и b.

## Употребление
- Частица «б» (сокращённая форма частицы «бы») в русском языке состоит из единственной этой буквы. Употребляется в связи с глаголом и выражает желание, условие или следствие.
- Прописная «Б» — сокращённое обозначение для бела — безразмерной единицы измерения отношения (разности уровней) некоторых величин по логарифмической шкале.
- Строчная «б» — сокращённое обозначение для барна — единицы измерения эффективного сечения ядерных реакций, имеющей размерность площади и численно равной 10−28 м² (примерный размер атомного ядра).